# Etiopisk rit
Etiopisk rit (ibland kallad "ge'ez rit") är en rit inom den alexandrinska ritfamiljen är den liturgiska rit som används av etiopisk-ortodoxa kyrkan, eritreansk-ortodoxa kyrkan och etiopisk-katolska kyrkan.